# Llista de diputats del Parlament de Catalunya (X Legislatura)
La llista de diputats del Parlament de Catalunya de la desena legislatura és el conjunt de càrrecs electes que han constituït el Parlament de Catalunya des del 17 de desembre de 2012 fins al 4 d'agost de 2015. Els electors de les quatre circumscripcions catalanes escolliren els 135 diputats a les eleccions al Parlament de Catalunya del 25 de novembre de 2012. El parlament està compost per un total de 7 candidatures, de les quals 6 van formar grup propi i la darrera, CUP-AE, va conformar el grup mixt.

## Composició del Ple del Parlament
|  | Partit     | Barcelona | Girona | Lleida | Tarragona | Total |
|  | ---------- | --------- | ------ | ------ | --------- | ----- |
|  | CiU        | 26        | 9      | 8      | 7         | 50    |
|  | ERC-CAT SÍ | 12        | 3      | 3      | 3         | 21    |
|  | PSC-PSOE   | 14        | 2      | 1      | 3         | 20    |
|  | PPC        | 12        | 2      | 2      | 3         | 19    |
|  | ICV-EUiA   | 10        | 1      | 1      | 1         | 13    |
|  | C's        | 8         | 0      | 0      | 1         | 9     |
|  | CUP-AE     | 3         | 0      | 0      | 0         | 3     |
|  | Total      | 85        | 17     | 15     | 18        | 135   |

De les 64 candidatures admeses a les eleccions, només 7 van rebre representació al Parlament de Catalunya. La candidatura més votada va ser Convergència i Unió amb 50 diputats, seguida a distància per Esquerra Republicana de Catalunya-Catalunya Sí, el Partit dels Socialistes de Catalunya amb 21 diputats i el Partit Popular de Catalunya amb 19 diputats. Ja amb menys representació Iniciativa per Catalunya Verds - Esquerra Unida i Alternativa amb 13 diputats i Ciutadans - Partit de la Ciutadania amb 9 diputats. Finalment, tancava el parlament la Candidatura d'Unitat Popular-Alternativa d'Esquerres, candidatura debutant en el parlament, amb 3 representats aconseguits a la circumscripció de Barcelona. La CUP no va poder formar grup propi, al requerir almenys cinc representats, i hagué de conformar el grup mixt. CiU s'imposà en les quatre demarcacions, tanmateix, es quedà lluny dels 68 representants, llindar de la majoria absoluta.

## Diputats
El següent llistat recull tots els membres que prengueren l'acta de diputat al llarg de la legislatura. En negreta hi ha ressaltats aquells que encara formen part de l'hemicicle o que finalitzaren aquesta.

### Mesa
La Mesa és l'òrgan rector col·legiat de la cambra. Les funcions més importants són: ordenar el treball parlamentari, interpretar el Reglament i dirigir els serveis del Parlament. La mesa del parlament està formada per 7 membres: el president/a, 2 vicepresidents i 4 secretaris. El President del Parlament té la representació de la cambra, estableix i manté l'ordre de les discussions i del debat, d'acord amb el Reglament, i vetlla per mantenir l'ordre dins el Parlament. Núria de Gispert d'Unió Democràtica de Catalunya va ser reelegida en primera volta Presidenta de la Cambra amb el suport de 79 dels 135 diputats. De Gispert que en l'anterior legislatura s'havia convertit en la primera dona que ostentava aquest càrrec repetí de nou com a Presidenta en aquesta legislatura X. La resta de la mesa en aquesta legislatura va estar formada per membres de 5 dels 7 grups parlamentaris: CiU, ERC, Socialista, PP i ICV-EUiA.
|  | Nom                          | Imatge                       | Grup parlamentari | Circumscripció | Legislatures anteriors | Inici mandat           | Fi mandat    | Càrrec                   |
|  | ---------------------------- | ---------------------------- | ----------------- | -------------- | ---------------------- | ---------------------- | ------------ | ------------------------ |
|  | Núria de Gispert i Català    | Núria de Gispert i Català    | CiU (UDC)         | Barcelona      | VII, VIII, IX          | 17 de desembre de 2012 | 4 agost 2015 | Presidenta del Parlament |
|  | Anna Simó i Castelló         | Anna Simó i Castelló         | ERC               | Barcelona      | VIII, IX               | 17 de desembre de 2012 | 4 agost 2015 | Vicepresidenta primera   |
|  | Lluís Maria Corominas i Díaz | Lluís Maria Corominas i Díaz | CIU (CDC)         | Barcelona      | VII, VIII, IX          | 17 de desembre de 2012 | 4 agost 2015 | Vicepresident segon      |
|  | Pere Navarro i Morera        | Pere Navarro i Morera        | Socialista (PSC)  | Barcelona      |                        | 17 de desembre de 2012 | 4 agost 2015 | Secretari primer         |
|  | Pere Calbó i Roca            | Pere Calbó i Roca            | PPC               | Barcelona      | VIII, IX               | 17 de desembre de 2012 | 4 agost 2015 | Secretari segon          |
|  | Josep Rull i Andreu          | Josep Rull i Andreu          | CIU (CDC)         | Barcelona      | V, VI, VII, VIII, IX   | 17 de desembre de 2012 | 4 agost 2015 | Secretari tercer         |
|  | David Companyon i Costa      |                              | ICV-EUiA (EUiA)   | Barcelona      |                        | 17 de desembre de 2012 | 4 agost 2015 | Secretari quart          |

### Resta del Ple
|  | Nom                               | Imatge                           | Grup parlamentari | Circumscripció | Legislatures anteriors        | Inici mandat           | Fi mandat              | Càrrec                                                                |
|  | --------------------------------- | -------------------------------- | ----------------- | -------------- | ----------------------------- | ---------------------- | ---------------------- | --------------------------------------------------------------------- |
|  | Alicia Alegret Martí              | Alicia Alegret Martí             | PPC               | Tarragona      | IX                            | 17 de desembre de 2012 | 4 agost 2015           |                                                                       |
|  | Matías Alonso Ruiz                | Matías Alonso Ruiz               | C's               | Tarragona      |                               | 17 de desembre de 2012 | 4 agost 2015           |                                                                       |
|  | Maria Rosa Amorós i Capdevila     | Maria Rosa Amorós i Capdevila    | ERC               | Lleida         |                               | 17 de desembre de 2012 | 4 agost 2015           |                                                                       |
|  | Oriol Amorós i March              | Oriol Amorós i March             | ERC               | Barcelona      | VII, VIII, IX                 | 17 de desembre de 2012 | 4 agost 2015           |                                                                       |
|  | Josep Andreu i Domingo            | Josep Andreu i Domingo           | ERC               | Tarragona      |                               | 17 de desembre de 2012 | 4 agost 2015           |                                                                       |
|  | Pere Aragonès i Garcia            | Pere Aragonès i Garcia           | ERC               | Barcelona      | VIII, IX                      | 17 de desembre de 2012 | 4 agost 2015           |                                                                       |
|  | Inés Arrimadas García             | Inés Arrimadas García            | C's               | Barcelona      |                               | 17 de desembre de 2012 | 4 agost 2015           |                                                                       |
|  | Joaquim Arrufat i Ibáñez          | Joaquim Arrufat i Ibáñez         | Mixt (CUP)        | Barcelona      |                               | 17 de desembre de 2012 | 4 agost 2015           |                                                                       |
|  | Antoni Balasch i Parisi           | Antoni Balasch i Parisi          | CIU (CDC)         | Lleida         | IX                            | 17 de desembre de 2012 | 4 agost 2015           |                                                                       |
|  | Ramona Barrufet i Santacana       | Ramona Barrufet i Santacana      | CIU (CDC)         | Lleida         | IX                            | 17 de desembre de 2012 | 4 agost 2015           |                                                                       |
|  | Albert Batalla i Siscart          | Albert Batalla i Siscart         | CIU (CDC)         | Lleida         | VII, VIII, IX                 | 17 de desembre de 2012 | 4 agost 2015           |                                                                       |
|  | Albert Batet i Canadell           | Albert Batet i Canadell          | CIU (CDC)         | Tarragona      |                               | 17 de desembre de 2012 | 4 agost 2015           |                                                                       |
|  | David Bonvehí i Torras            | David Bonvehí i Torras           | CIU (CDC)         | Barcelona      | IX                            | 17 de desembre de 2012 | 4 agost 2015           |                                                                       |
|  | Meritxell Borràs i Solé           | Meritxell Borràs i Solé          | CIU (CDC)         | Barcelona      | V, VI, VII, VIII, IX          | 17 de desembre de 2012 | 4 agost 2015           |                                                                       |
|  | Cristina Bosch i Arcau            | Cristina Bosch i Arcau           | CIU (UDC)         | Lleida         |                               | 17 de desembre de 2012 | 4 agost 2015           |                                                                       |
|  | Pere Bosch i Cuenca               | Pere Bosch i Cuenca              | ERC               | Girona         | VIII, IX                      | 17 de desembre de 2012 | 4 agost 2015           |                                                                       |
|  | Jaume Bosch i Mestres             |                                  | ICV-EUiA (ICV)    | Barcelona      | VII, VIII, IX                 | 17 de desembre de 2012 | 4 agost 2015           |                                                                       |
|  | Gemma Calvet i Barot              |                                  | ERC (CAT-SÍ)      | Barcelona      |                               | 17 de desembre de 2012 | 4 agost 2015           |                                                                       |
|  | Maria Dolors Camats i Luis        |                                  | ICV-EUiA (ICV)    | Barcelona      | VII, VIII, IX                 | 17 de desembre de 2012 | 4 agost 2015           |                                                                       |
|  | Mireia Canals i Botines           | Mireia Canals i Botines          | CIU (CDC)         | Lleida         | IX                            | 17 de desembre de 2012 | 18 de novembre de 2014 |                                                                       |
|  | Jordi Cañas Pérez                 | Jordi Cañas Pérez                | C's               | Barcelona      | IX                            | 17 de desembre de 2012 | 29 d'abril de 2014     |                                                                       |
|  | Montserrat Capdevila i Tatché     | Montserrat Capdevila i Tatché    | Socialista (PSC)  | Barcelona      | VII, VIII, IX                 | 17 de desembre de 2012 | 4 agost 2015           |                                                                       |
|  | Carlos Carrizosa Torres           | Carlos Carrizosa Torres          | C's               | Barcelona      |                               | 17 de desembre de 2012 |                        |                                                                       |
|  | Antoni Castellà i Clavé           | Antoni Castellà i Clavé          | CIU (UDC)         | Barcelona      | VI, VII, VIII, IX             | 17 de desembre de 2012 | 15 de gener de 2013    |                                                                       |
|  | Violant Cervera i Gòdia           | Violant Cervera i Gòdia          | CIU (CDC)         | Lleida         |                               | 17 de desembre de 2012 | 4 agost 2015           |                                                                       |
|  | Pedro Chumillas Zurilla           | Pedro Chumillas Zurilla          | PPC               | Barcelona      | IX                            | 17 de desembre de 2012 | 13 de juny de 2013     |                                                                       |
|  | Xavier Cima i Ruiz                | Xavier Cima i Ruiz               | CIU (CDC)         | Girona         |                               | 2 d'abril de 2013      | 4 agost 2015           |                                                                       |
|  | Jordi Ciuraneta Riu               | Jordi Ciuraneta Riu              | CIU (CDC)         | Lleida         |                               | 16 de desembre de 2014 | 4 agost 2015           |                                                                       |
|  | Josep Lluís Cleries i Gonzàlez    | Josep Lluís Cleries i Gonzàlez   | CIU (CDC)         | Barcelona      | VII, VIII, IX                 | 17 de desembre de 2012 | 30 d'abril de 2013     | Senador                                                               |
|  | Jaume Collboni i Cuadrado         | Jaume Collboni i Cuadrado        | Socialista (PSC)  | Barcelona      | IX                            | 17 de desembre de 2012 | 18 de març de 2014     |                                                                       |
|  | Celestino Corbacho Chaves         | Celestino Corbacho Chaves        | Socialista (PSC)  | Barcelona      | IV, V, IX                     | 17 de desembre de 2012 | 4 agost 2015           |                                                                       |
|  | Josep Cosconera i Carabassa       | Josep Cosconera i Carabassa      | ERC               | Lleida         |                               | 17 de desembre de 2012 | 4 agost 2015           |                                                                       |
|  | José Antonio Coto Roquet          | José Antonio Coto Roquet         | PPC               | Barcelona      | IX                            | 17 de desembre de 2012 | 4 agost 2015           |                                                                       |
|  | Xavier Crespo i Llobet            | Xavier Crespo i Llobet           | CIU (CDC)         | Girona         | VIII, IX                      | 17 de desembre de 2012 | 19 de maig de 2015     |                                                                       |
|  | Carmen de Rivera i Pla            | Carmen de Rivera i Pla           | C's               | Barcelona      | VIII, IX                      | 17 de desembre de 2012 | 4 agost 2015           |                                                                       |
|  | Xavier Dilmé i Vert               | Xavier Dilmé i Vert              | CIU (UDC)         | Girona         | VIII, IX                      | 17 de desembre de 2012 | 4 agost 2015           |                                                                       |
|  | Albert Donés i Antequera          | Albert Donés i Antequera         | ERC               | Lleida         |                               | 17 de desembre de 2012 | 4 agost 2015           |                                                                       |
|  | Joan Ignasi Elena i Garcia        | Joan Ignasi Elena i Garcia       | No adscrit (PSC)  | Barcelona      | IV                            | 17 de desembre de 2012 | 1 d'octubre de 2014    |                                                                       |
|  | Ramon Espadaler i Parcerisas      | Ramon Espadaler i Parcerisas     | CIU (UDC)         | Barcelona      | IV, V, VI, VII, VIII, IX      | 17 de desembre de 2012 | 16 d'abril de 2013     | Conseller d'Interior                                                  |
|  | José María Espejo-Saavedra Conesa |                                  | C's               | Barcelona      |                               | 17 de desembre de 2012 | 4 agost 2015           |                                                                       |
|  | Ferran Falcó i Isern              | Ferran Falcó i Isern             | CIU (CDC)         | Barcelona      | IX                            | 17 de desembre de 2012 | 4 agost 2015           |                                                                       |
|  | Daniel Fernández González         | Daniel Fernández González        | Socialista (PSC)  | Barcelona      |                               | 17 de desembre de 2012 | 27 de gener de 2015    |                                                                       |
|  | Juli Fernández i Iruela           | Juli Fernández i Iruela          | Socialista (PSC)  | Girona         |                               | 17 de desembre de 2012 | 4 agost 2015           |                                                                       |
|  | David Fernàndez i Ramos           | David Fernàndez i Ramos          | Mixt (CUP)        | Barcelona      |                               | 17 de desembre de 2012 | 4 agost 2015           |                                                                       |
|  | Antoni Fernández i Teixidó        | Antoni Fernández i Teixidó       | CIU (CDC)         | Barcelona      | III, VI, VII, VIII, IX        | 17 de desembre de 2012 | 4 agost 2015           |                                                                       |
|  | Anna Figueras i Ibañez            | Anna Figueras i Ibañez           | CIU (CDC)         | Barcelona      | VIII, IX                      | 17 de desembre de 2012 | 4 agost 2015           |                                                                       |
|  | Antoni Font i Renom               | Antoni Font i Renom              | CIU (UDC)         | Barcelona      |                               | 17 de desembre de 2012 | 4 agost 2015           |                                                                       |
|  | Maria Victòria Forns i Fernández  | Maria Victòria Forns i Fernández | CIU (CDC)         | Tarragona      | IX                            | 17 de desembre de 2012 | 4 agost 2015           |                                                                       |
|  | María José García Cuevas          | María José García Cuevas         | PPC               | Barcelona      | IX                            | 17 de desembre de 2012 | 4 agost 2015           |                                                                       |
|  | Carme García Lores                | Carme García Lores               | Socialista (PSC)  | Barcelona      |                               | 30 de juny de 2015     | 4 agost 2015           |                                                                       |
|  | Sergio García Pérez               | Sergio García Pérez              | PPC               | Barcelona      |                               | 18 de juny de 2013     | 4 agost 2015           |                                                                       |
|  | Eva García Rodríguez              | Eva García Rodríguez             | PPC               | Barcelona      | VII, VIII, IX                 | 17 de desembre de 2012 | 4 agost 2015           |                                                                       |
|  | Marina Geli i Fàbrega             | Marina Geli i Fàbrega            | No adscrit (PSC)  | Girona         | V, VI, VII, VIII, IX          | 17 de desembre de 2012 | 4 agost 2015           |                                                                       |
|  | Cristòfol Gimeno Iglesias         | Cristòfol Gimeno Iglesias        | Socialista (PSC)  | Barcelona      |                               | 25 de març de 2014     | 4 agost 2015           |                                                                       |
|  | Germà Gordó i Aubarell            | Germà Gordó i Aubarell           | CIU (CDC)         | Barcelona      |                               | 17 de desembre de 2012 | 16 d'abril de 2013     | Conseller de Justícia                                                 |
|  | Eva Maria Granados Galiano        |                                  | Socialista (PSC)  | Barcelona      | IX                            | 17 de desembre de 2012 | 4 agost 2015           |                                                                       |
|  | Hortènsia Grau i Juan             |                                  | ICV-EUiA (ICV)    | Tarragona      | IX                            | 17 de desembre de 2012 | 4 agost 2015           |                                                                       |
|  | Lluís Guinó i Subirós             | Lluís Guinó i Subirós            | CIU (CDC)         | Girona         | IX                            | 17 de desembre de 2012 | 4 agost 2015           |                                                                       |
|  | Dionís Guiteras i Rubio           | Dionís Guiteras i Rubio          | ERC               | Barcelona      |                               | 17 de desembre de 2012 | 4 agost 2015           |                                                                       |
|  | Joan Herrera i Torres             |                                  | ICV-EUiA (ICV)    | Barcelona      | IX                            | 17 de desembre de 2012 | 4 agost 2015           |                                                                       |
|  | Miquel Iceta i Llorens            | Miquel Iceta i Llorens           | Socialista (PSC)  | Barcelona      | VI, VII, VIII, IX             | 17 de desembre de 2012 | 4 agost 2015           | Secretari primer                                                      |
|  | Maria Mercè Jou i Torras          | Maria Mercè Jou i Torras         | CIU (UDC)         | Barcelona      | IX                            | 17 de desembre de 2012 | 4 agost 2015           |                                                                       |
|  | Oriol Junqueras i Vies            | Oriol Junqueras i Vies           | ERC               | Barcelona      |                               | 17 de desembre de 2012 | 4 agost 2015           | Cap de l'oposició                                                     |
|  | Assumpció Laïlla i Jou            | Assumpció Laïlla i Jou           | CIU (UDC)         | Barcelona      | VIII, IX                      | 22 de juliol de 2014   | 4 agost 2015           |                                                                       |
|  | Marta Llorens i Garcia            | Marta Llorens i Garcia           | CIU (UDC)         | Barcelona      | VII, VIII, IX                 | 17 de desembre de 2012 | 4 agost 2015           |                                                                       |
|  | Dolors López i Aguilar            | Dolors López i Aguilar           | PPC               | Lleida         | IX                            | 17 de desembre de 2012 | 4 agost 2015           |                                                                       |
|  | Rafael López Rueda                | Rafael López Rueda               | PPC               | Barcelona      | VII, VIII, IX                 | 17 de desembre de 2012 | 4 agost 2015           |                                                                       |
|  | Maurici Lucena Betriu             | Maurici Lucena Betriu            | Socialista (PSC)  | Barcelona      |                               | 17 de desembre de 2012 | 4 agost 2015           |                                                                       |
|  | Rafael Luna i Vivas               | Rafael Luna i Vivas              | PPC               | Tarragona      | V, VI, VII, VIII, IX          | 17 de desembre de 2012 | 4 agost 2015           |                                                                       |
|  | Benet Maimí i Pou                 | Benet Maimí i Pou                | CIU (UDC)         | Barcelona      | VIII, IX                      | 24 d'abril de 2013     | 4 agost 2015           |                                                                       |
|  | Annabel Marcos i Vilar            | Annabel Marcos i Vilar           | CIU (CDC)         | Tarragona      | IX                            | 17 de desembre de 2012 | 4 agost 2015           |                                                                       |
|  | Rocío Martínez-Sampere i Rodrigo  | Rocío Martínez-Sampere i Rodrigo | Socialista (PSC)  | Barcelona      | VIII, IX                      | 17 de desembre de 2012 | 23 de juny de 2015     |                                                                       |
|  | Artur Mas i Gavarró               | Artur Mas i Gavarró              | CIU (CDC)         | Barcelona      | V, VI, VII, VIII, IX          | 17 de desembre de 2012 | 4 agost 2015           | President de la Generalitat                                           |
|  | Laura Massana i Mas               |                                  | ICV-EUiA (ICV)    | Barcelona      | VIII, IX                      | 17 de desembre de 2012 | 4 agost 2015           |                                                                       |
|  | Carina Mejías Sánchez             | Carina Mejías Sánchez            | C's (Independent) | Barcelona      | VI, VIII                      | 17 de desembre de 2012 | 4 agost 2015           |                                                                       |
|  | Joan Mena Arca                    |                                  | ICV-EUiA (EUiA)   | Barcelona      |                               | 17 de desembre de 2012 | 4 agost 2015           |                                                                       |
|  | Salvador Milà i Solsona           |                                  | ICV-EUiA (ICV)    | Barcelona      | VIII, IX                      | 17 de desembre de 2012 | 4 agost 2015           |                                                                       |
|  | Juan Bautista Milián Querol       | Juan Bautista Milián Querol      | PPC               | Barcelona      | IX                            | 17 de desembre de 2012 | 4 agost 2015           |                                                                       |
|  | Josep Enric Millo i Rocher        | Josep Enric Millo i Rocher       | PPC               | Girona         | V, VI, VIII, IX               | 17 de desembre de 2012 | 4 agost 2015           |                                                                       |
|  | Àlex Moga Vidal                   | Àlex Moga Vidal                  | CIU (CDA-PNA)     | Lleida         |                               | 17 de desembre de 2012 | 4 agost 2015           |                                                                       |
|  | Begonya Montalban i Vilas         | Begonya Montalban i Vilas        | CIU (CDC)         | Girona         | IX                            | 17 de desembre de 2012 | 4 agost 2015           |                                                                       |
|  | Roger Montañola i Busquets        | Roger Montañola i Busquets       | CIU (UDC)         | Barcelona      | IX                            | 24 d'abril de 2013     | 4 agost 2015           |                                                                       |
|  | Dolors Montserrat i Culleré       | Dolors Montserrat i Culleré      | PPC               | Barcelona      | III, IV, V, VI, VII, VIII, IX | 17 de desembre de 2012 | 4 agost 2015           |                                                                       |
|  | Joan Morell i Comas               | Joan Morell i Comas              | CIU (CDC)         | Barcelona      | VIII, IX                      | 24 d'abril de 2013     | 4 agost 2015           |                                                                       |
|  | Neus Munté i Fernández            | Neus Munté i Fernández           | CIU (CDC)         | Barcelona      | VI, IX                        | 17 de desembre de 2012 | 29 de gener de 2013    | Consellera de Benestar Social i Família                               |
|  | Isabel Muradàs i Vázquez          | Isabel Muradàs i Vázquez         | CIU (UDC)         | Girona         |                               | 26 de maig de 2015     | 4 agost 2015           |                                                                       |
|  | Òscar Ordeig i Molist             | Òscar Ordeig i Molist            | Socialista (PSC)  | Lleida         |                               | 26 de maig de 2015     | 4 agost 2015           |                                                                       |
|  | Joana Ortega i Alemany            | Joana Ortega i Alemany           | CIU (UDC)         | Barcelona      | VIII, IX                      | 17 de desembre de 2012 | 4 agost 2015           | Vicepresidenta Consellera de Governació i Relacions Institucionals    |
|  | Núria Parlon i Gil                | Núria Parlon i Gil               | Socialista (PSC)  | Barcelona      |                               | 17 de desembre de 2012 | 4 agost 2015           |                                                                       |
|  | Marta Pascal i Capdevila          | Marta Pascal i Capdevila         | CIU (CDC)         | Barcelona      |                               | 8 de maig de 2013      | 4 agost 2015           |                                                                       |
|  | Ferran Pedret i Santos            | Ferran Pedret i Santos           | Socialista (PSC)  | Barcelona      |                               | 17 de desembre de 2012 | 4 agost 2015           |                                                                       |
|  | Josep Maria Pelegrí i Aixut       | Josep Maria Pelegrí i Aixut      | CIU (UDC)         | Lleida         | VII, VIII, IX                 | 17 de desembre de 2012 | 4 agost 2015           | Conseller d'Agricultura, Ramaderia, Pesca, Alimentació i Medi Natural |
|  | Carles Pellicer i Punyed          | Carles Pellicer i Punyed         | CIU (CDC)         | Tarragona      | VI, VII, VIII, IX             | 17 de desembre de 2012 | 4 agost 2015           |                                                                       |
|  | David Pérez i Ibáñez              | David Pérez i Ibáñez             | Socialista (PSC)  | Barcelona      | VI, VII, VIII                 | 3 de febrer de 2015    | 4 agost 2015           |                                                                       |
|  | María del Carmen Pérez Martínez   | María del Carmen Pérez Martínez  | C's               | Barcelona      |                               | 27 de maig de 2014     | 4 agost 2015           |                                                                       |
|  | Eva Piquer i Vinent               | Eva Piquer i Vinent              | ERC (CAT-SÍ)      | Barcelona      |                               | 17 de desembre de 2012 | 20 de febrer de 2013   |                                                                       |
|  | Àngels Ponsa i Roca               | Àngels Ponsa i Roca              | CIU (CDC)         | Barcelona      | IX                            | 2 d'abril de 2013      | 4 agost 2015           |                                                                       |
|  | Felip Puig i Godes                | Felip Puig i Godes               | CIU (CDC)         | Barcelona      | VII, VIII, IX                 | 17 de desembre de 2012 | 16 d'abril de 2013     | Conseller d'Empresa i Ocupació                                        |
|  | Carles Puigdemont i Casamajó      | Carles Puigdemont i Casamajó     | CIU (CDC)         | Girona         | VIII, IX                      | 17 de desembre de 2012 | 4 agost 2015           |                                                                       |
|  | Oriol Pujol i Ferrusola           | Oriol Pujol i Ferrusola          | CIU (CDC)         | Barcelona      | VII, VIII, IX                 | 17 de desembre de 2012 | 15 de juliol de 2014   |                                                                       |
|  | Joan Recasens i Guinot            | Joan Recasens i Guinot           | CIU (UDC)         | Barcelona      | VIII, IX                      | 22 de gener de 2013    | 4 agost 2015           |                                                                       |
|  | Lluís Miquel Recoder i Miralles   | Lluís Miquel Recoder i Miralles  | CIU (CDC)         | Barcelona      | VI, VII, IX                   | 17 de desembre de 2012 | 19 de març de 2013     |                                                                       |
|  | Pere Regull i Riba                | Pere Regull i Riba               | CIU (CDC)         | Barcelona      | IX                            | 17 de desembre de 2012 | 4 agost 2015           |                                                                       |
|  | Maria Glòria Renom i Vallbona     | Maria Glòria Renom i Vallbona    | CIU (CDC)         | Barcelona      | VII, VIII, IX                 | 17 de desembre de 2012 | 4 agost 2015           |                                                                       |
|  | Manuel Reyes López                | Manuel Reyes López               | PPC               | Barcelona      |                               | 17 de desembre de 2012 | 4 agost 2015           |                                                                       |
|  | Marta Ribas Frías                 |                                  | ICV-EUiA (ICV)    | Barcelona      |                               | 17 de desembre de 2012 | 4 agost 2015           |                                                                       |
|  | Elena Ribera i Garijo             | Elena Ribera i Garijo            | CIU (UDC)         | Girona         | VII, VIII, IX                 | 17 de desembre de 2012 | 4 agost 2015           |                                                                       |
|  | Montserrat Ribera i Puig          | Montserrat Ribera i Puig         | CIU (CDC)         | Barcelona      | VIII, IX                      | 17 de desembre de 2012 | 4 agost 2015           |                                                                       |
|  | Georgina Rieradevall i Tarrés     | Georgina Rieradevall i Tarrés    | Mixt (CUP)        | Barcelona      |                               | 17 de desembre de 2012 | 28 de maig de 2013     |                                                                       |
|  | Irene Rigau i Oliver              | Irene Rigau i Oliver             | CIU (CDC)         | Barcelona      | VII, VIII, IX                 | 17 de desembre de 2012 |                        | Consellera d'Ensenyament                                              |
|  | Albert Rivera Díaz                | Albert Rivera Díaz               | C's               | Barcelona      | VIII, IX                      | 17 de desembre de 2012 | 4 agost 2015           |                                                                       |
|  | Jordi Roca Mas                    | Jordi Roca Mas                   | PPC               | Tarragona      | IX                            | 17 de desembre de 2012 | 4 agost 2015           |                                                                       |
|  | Santiago Rodríguez Serra          | Santiago Rodríguez Serra         | PPC               | Barcelona      | VII, VIII, IX                 | 17 de desembre de 2012 | 4 agost 2015           |                                                                       |
|  | Meritxell Roigé i Pedrola         | Meritxell Roigé i Pedrola        | CIU (CDC)         | Tarragona      | IX                            | 17 de desembre de 2012 | 4 agost 2015           |                                                                       |
|  | Alícia Romero Llano               | Alícia Romero Llano              | Socialista (PSC)  | Barcelona      |                               | 17 de desembre de 2012 | 4 agost 2015           |                                                                       |
|  | Àngel Ros i Domingo               | Àngel Ros i Domingo              | Socialista (PSC)  | Lleida         |                               | 17 de desembre de 2012 | 16 de gener de 2014    |                                                                       |
|  | Montserrat Roura i Massaneda      | Montserrat Roura i Massaneda     | CIU (CDC)         | Girona         | IX                            | 12 de febrer de 2013   | 20 de març de 2013     |                                                                       |
|  | Marta Rovira i Vergés             | Marta Rovira i Vergés            | ERC               | Barcelona      |                               | 17 de desembre de 2012 | 4 agost 2015           |                                                                       |
|  | Dolors Rovirola i Coromí          | Dolors Rovirola i Coromí         | CIU (CDC)         | Girona         | VIII, IX                      | 17 de desembre de 2012 | 4 agost 2015           |                                                                       |
|  | Agnès Russiñol i Amat             | Agnès Russiñol i Amat            | ERC               | Barcelona      |                               | 26 de febrer de 2013   | 4 agost 2015           |                                                                       |
|  | Xavier Sabaté i Ibarz             | Xavier Sabaté i Ibarz            | Socialista (PSC)  | Tarragona      | VIII, IX                      | 17 de desembre de 2012 | 4 agost 2015           |                                                                       |
|  | Sergi Sabrià i Benito             | Sergi Sabrià i Benito            | ERC               | Girona         |                               | 17 de desembre de 2012 | 4 agost 2015           |                                                                       |
|  | Josep Lluís Salvadó i Tenesa      | Josep Lluís Salvadó i Tenesa     | ERC               | Tarragona      |                               | 17 de desembre de 2012 | 4 agost 2015           |                                                                       |
|  | Fernando Sánchez Costa            | Fernando Sánchez Costa           | PPC               | Barcelona      |                               | 17 de desembre de 2012 | 4 agost 2015           |                                                                       |
|  | Alicia Sánchez-Camacho Pérez      | Alicia Sánchez-Camacho Pérez     | PPC               | Barcelona      | VI, VII, IX                   | 17 de desembre de 2012 | 4 agost 2015           | Senadora                                                              |
|  | Marc Sanglas i Alcantarilla       | Marc Sanglas i Alcantarilla      | ERC               | Barcelona      | IX                            | 17 de desembre de 2012 | 4 agost 2015           |                                                                       |
|  | Sergio Santamaría Santigosa       | Sergio Santamaría Santigosa      | PPC               | Girona         |                               | 17 de desembre de 2012 | 4 agost 2015           |                                                                       |
|  | Joan Maria Sardà i Padrell        | Joan Maria Sardà i Padrell       | CIU (CDC)         | Tarragona      | IX                            | 17 de desembre de 2012 | 4 agost 2015           |                                                                       |
|  | Núria Segú i Ferré                | Núria Segú i Ferré               | Socialista (PSC)  | Tarragona      | VI, VII, VIII, IX             | 17 de desembre de 2012 | 4 agost 2015           |                                                                       |
|  | Maria Senserrich i Guitart        | Maria Senserrich i Guitart       | CIU (CDC)         | Barcelona      | IX                            | 12 de febrer de 2013   | 4 agost 2015           |                                                                       |
|  | Jordi Solé i Ferrando             | Jordi Solé i Ferrando            | ERC               | Barcelona      |                               | 17 de desembre de 2012 | 4 agost 2015           |                                                                       |
|  | Anna Solé i Ramos                 | Anna Solé i Ramos                | CIU (UDC)         | Tarragona      |                               | 17 de desembre de 2012 | 4 agost 2015           |                                                                       |
|  | Jordi Terrades i Santacreu        | Jordi Terrades i Santacreu       | Socialista (PSC)  | Barcelona      | VI, VII, VIII, IX             | 17 de desembre de 2012 | 4 agost 2015           |                                                                       |
|  | Roger Torrent i Ramió             | Roger Torrent i Ramió            | ERC               | Girona         |                               | 17 de desembre de 2012 | 4 agost 2015           |                                                                       |
|  | Jordi Turull i Negre              | Jordi Turull i Negre             | CIU (CDC)         | Barcelona      | VI, VIII, IX                  | 17 de desembre de 2012 | 4 agost 2015           |                                                                       |
|  | Isabel Vallet i Sànchez           | Isabel Vallet i Sànchez          | Mixt (CUP)        | Barcelona      |                               | 4 de juny de 2013      | 4 agost 2015           |                                                                       |
|  | Teresa Vallverdú i Albornà        | Teresa Vallverdú i Albornà       | ERC               | Tarragona      |                               | 17 de desembre de 2012 | 4 agost 2015           |                                                                       |
|  | Josep Vendrell Gardeñes           |                                  | ICV-EUiA (ICV)    | Barcelona      | IX                            | 17 de desembre de 2012 | 4 agost 2015           |                                                                       |
|  | Núria Ventura i Brusca            | Núria Ventura i Brusca           | Socialista (PSC)  | Tarragona      | VIII, IX                      | 17 de desembre de 2012 | 4 agost 2015           |                                                                       |
|  | Alba Vergés i Bosch               | Alba Vergés i Bosch              | ERC               | Barcelona      |                               | 17 de desembre de 2012 | 4 agost 2015           |                                                                       |
|  | Lorena Vicioso Adrià              |                                  | ICV-EUiA (EUiA)   | Barcelona      |                               | 17 de desembre de 2012 | 4 agost 2015           |                                                                       |
|  | Marc Vidal Pou                    |                                  | ICV-EUiA (ICV)    | Girona         |                               | 17 de desembre de 2012 | 4 agost 2015           |                                                                       |
|  | Pere Vila i Fulcarà               | Pere Vila i Fulcarà              | CIU (CDC)         | Girona         |                               | 17 de desembre de 2012 | 4 agost 2015           |                                                                       |
|  | Sara Vilà Galan                   |                                  | ICV-EUiA (ICV)    | Lleida         |                               | 17 de desembre de 2012 | 4 agost 2015           |                                                                       |
|  | Santi Vila i Vicente              | Santi Vila i Vicente             | CIU (CDC)         | Girona         | VIII, IX                      | 17 de desembre de 2012 | 5 de febrer de 2013    | Conseller de Territori i sostenibilitat                               |
|  | Marta Vilalta i Torres            | Marta Vilalta i Torres           | ERC               | Barcelona      |                               | 17 de desembre de 2012 | 4 agost 2015           |                                                                       |
|  | Sergi Vilamala i Bastarras        | Sergi Vilamala i Bastarras       | Socialista (PSC)  | Barcelona      |                               | 7 d'octubre de 2014    | 4 agost 2015           |                                                                       |
|  | José Manuel Villegas Pérez        | José Manuel Villegas Pérez       | C's               | Barcelona      |                               | 17 de desembre de 2012 | 4 agost 2015           |                                                                       |
|  | Marisa Xandri Pujol               | Marisa Xandri Pujol              | PPC               | Lleida         | IX                            | 17 de desembre de 2012 | 4 agost 2015           |                                                                       |

### Substitucions
|  | Dip. renuncia                    | G. parl.         | Baixa      | Motiu | Dip. successor                  | G. parl.         | Alta       |
|  | -------------------------------- | ---------------- | ---------- | --- | ------------------------------- | ---------------- | ---------- |
|  | Antoni Castellà i Clavé          | CiU (UDC)        | 15/01/2013 | Renuncia a la condició de diputat, després de ser nomenat Secretari d'Universitats i Recerca.                                                         | Joan Recasens i Guinot          | CiU (UDC)        | 22/01/2013 |
|  | Neus Munté i Fernández           | CiU (CDC)        | 29/01/2013 | Renuncia a la condició de diputada, per motius de partit.                                                                                             | Maria Senserrich i Guitart      | CiU (CDC)        | 12/03/2013 |
|  | Santi Vila i Vicente             | CiU (CDC)        | 5/02/2013  | Renuncia a la condició de diputat, per motius de partit.                                                                                              | Montserrat Roura i Massaneda    | CiU (CDC)        | 12/02/2013 |
|  | Eva Piquer i Vinent              | ERC (CAT-SÍ)     | 20/02/2013 | Renuncia a la condició de diputada, per motius personals.                                                                                             | Agnès Russiñol i Amat           | ERC              | 26/02/2013 |
|  | Lluís Miquel Recoder i Miralles  | CiU (CDC)        | 19/03/2013 | Renuncia a la condició de diputat, per motius personals.                                                                                              | Àngels Ponsa i Roca             | CiU (CDC)        | 2/04/2013  |
|  | Montserrat Roura i Massaneda     | CiU (CDC)        | 20/03/2013 | Renuncia a la condició de diputat, després de ser nomenada directora dels serveis territorials del Departament de Benestar Social i Família a Girona. | Xavier Cima i Ruiz              | CiU (CDC)        | 2/04/2013  |
|  | Felip Puig i Godes               | CiU (CDC)        | 16/04/2013 | Renuncia a la condició de diputat, per motius de partit.                                                                                              | Benet Maimí i Pou               | CiU (UDC)        | 24/04/2013 |
|  | Germà Gordó i Aubarell           | CiU (CDC)        | 16/04/2013 | Renuncia a la condició de diputat, per motius de partit.                                                                                              | Roger Montañola i Busquets      | CiU (UDC)        | 24/04/2013 |
|  | Ramon Espadaler i Parcerisas     | CiU (UDC)        | 16/04/2013 | Renuncia a la condició de diputat, per motius de partit.                                                                                              | Joan Morell i Comas             | CiU (CDC)        | 24/04/2013 |
|  | Josep Lluís Cleries i Gonzàlez   | CiU (CDC)        | 30/04/2013 | Renuncia a la condició de diputat, per la impossibilitat de compaginar amb els horaris del Senat.                                                     | Marta Pascal i Capdevila        | CiU (CDC)        | 8/05/2013  |
|  | Georgina Rieradevall i Tarrés    | Mixt (CUP)       | 28/05/2013 | Renuncia a la condició de diputada, per motius personals.                                                                                             | Isabel Vallet i Sànchez         | Mixt (CUP)       | 4/06/2013  |
|  | Pedro Chumillas Zurilla          | PPC              | 13/06/2013 | Renuncia a la condició de diputat, per motius personals.                                                                                              | Sergio García Pérez             | PPC              | 18/06/2013 |
|  | Àngel Ros i Domingo              | Socialista (PSC) | 16/01/2014 | Renuncia a la condició de diputat, per motius personals.                                                                                              | Òscar Ordeig i Molist           | Socialista (PSC) | 21/01/2014 |
|  | Jaume Collboni i Cuadrado        | Socialista (PSC) | 18/04/2014 | Renuncia a la condició de diputat, per motius de partit.                                                                                              | Cristòfol Gimeno Iglesias       | Socialista (PSC) | 25/04/2014 |
|  | Jordi Cañas Pérez                | C's              | 29/04/2014 | Renuncia a la condició de diputat, després de ser encausat.                                                                                           | María del Carmen Pérez Martínez | C's              | 27/05/2014 |
|  | Oriol Pujol i Ferrusola          | CiU (CDC)        | 15/07/2014 | Renuncia a la condició de diputat, després de ser encausat.                                                                                           | Assumpció Laïlla i Jou          | CiU (UDC)        | 22/07/2014 |
|  | Joan Ignasi Elena i Garcia       | no adscrit (PSC) | 01/10/2014 | Renuncia a la condició de diputat, per motius personals.                                                                                              | Sergi Vilamala i Bastarras      | Socialista (PSC) | 07/10/2014 |
|  | Mireia Canals i Botines          | CiU (CDC)        | 02/12/2014 | Renuncia a la condició de diputada, després de ser nomenada secretaria general de l'Euroregió Pirineus Mediterrània.                                  | Jordi Ciuraneta Riu             | CiU (CDC)        | 16/12/2014 |
|  | Daniel Fernández González        | Socialista (PSC) | 27/01/2015 | Renuncia a la condició de diputat, després de ser encausat.                                                                                           | David Pérez i Ibáñez            | Socialista (PSC) | 03/02/2015 |
|  | Xavier Crespo i Llobet           | CiU (CDC)        | 19/05/2015 | Renuncia a la condició de diputat, després de ser encausat.                                                                                           | Isabel Muradàs i Vázquez        | CiU (UDC)        | 26/05/2015 |
|  | Rocío Martínez-Sampere i Rodrigo | Socialista (PSC) | 23/06/2015 | Renuncia a la condició de diputada, per motius personals.                                                                                             | Carme García Lores              | Socialista (PSC) | 30/06/2015 |